# Reinhold Birk
Reinhold Birk (* 17. September 1923 in Stuttgart; † 7. August 2013) war ein deutscher Kirchenmusiker und Komponist.

## Leben
Reinhold Birk begann 1942 sein Musikstudium an der Musikhochschule Stuttgart. Nach dem Dienst als Soldat im Zweiten Weltkrieg und Kriegsgefangenschaft setzte er sein Studium 1948 fort. Er studierte Orchesterleitung, Klavier, Kirchenmusik und Komposition. Von 1950 bis 1953 war er Dirigent des Stuttgarter Brenzhaus Orchesters. Von 1951 bis 1953 war er Kirchenmusiker an der Brenzkirche in Stuttgart. Von 1953 bis 1987 wirkte er als Kirchenmusiker an der Alten Kirche und an der Friedenskirche in Krefeld. Er fand seine letzte Ruhestätte auf dem Stuttgarter Pragfriedhof.

## Auszeichnungen
- 1966: Ernennung zum Kirchenmusikdirektor der EKiR
- 1982: Kompositionspreis der Gesellschaft der Orgelfreunde
- 1987: Ehrenplakette der Stadt Krefeld

## Werke

### Kompositionen
- 4 Sinfonien
- „Mach's mit mir, Gott, nach Deiner Güt'“: Partita für Orgel. Verlag Dohr, 2017.
- Capriccio. Für Klavier. Verlag Dohr.
- Rhapsodie. Ausgaben für Violine, Viola oder Cello und Klavier. Verlag Dohr.

### Schriften
- Lehrjahre eines Musikers. Verlag Dohr.